# (500151) 2012 DA64
(500151) 2012 DA64 es un asteroide perteneciente al cinturón de asteroides, descubierto el 26 de enero de 2012 por el equipo del Mount Lemmon Survey desde el Observatorio del Monte Lemmon, Arizona, Estados Unidos.

## Designación y nombre
Designado provisionalmente como 2012 DA64.

## Características orbitales
2012 DA64 está situado a una distancia media del Sol de 2,445 ua, pudiendo alejarse hasta 2,736 ua y acercarse hasta 2,154 ua. Su excentricidad es 0,118 y la inclinación orbital 13,96 grados. Emplea 1396,86 días en completar una órbita alrededor del Sol.

## Características físicas
La magnitud absoluta de 2012 DA64 es 17,6.